# Gieorgij Matiuszkin
Gieorgij Olegowicz Matiuszkin (ros. Георгий Олегович Матюшкин, ur. 10 czerwca 1966 w Moskwie) – rosyjski prawnik i działacz państwowy, od 2008 roku przedstawiciel Federacji Rosyjskiej przy Europejskim Trybunale Praw Człowieka w Strasburgu, wiceminister sprawiedliwości Federacji Rosyjskiej, kandydat nauk prawnych, docent katedry adwokatury w Moskiewskim Państwowym Instytucie Stosunków Międzynarodowych (MIGMO).

## Życiorys
W 1988 roku ukończył studia na Wydziale Prawa Uniwersytetu Moskiewskiego, po czym pracował jako adwokat. W latach 2000–2002 wiceprzewodniczący rady ministrów i minister stosunków własnościowych Republiki Czuwaskiej. W 2002 roku uzyskał tytuł zawodowy magistra zarządzania w Rosyjskiej Akademii Gospodarki Narodowej i Służby Państwowej przy Prezydencie Federacji Rosyjskiej. W latach 2002–2003 naczelnik Głównego Zarządu Kontroli Prezydenta Federacji Rosyjskiej w Nadwołżańskim Okręgu Federalnym. W latach 2004–2005 asystent pełnomocnego przedstawiciela prezydenta Federacji Rosyjskiej w Nadwołżańskim Okręgu Federalnym, a od grudnia 2005 roku do czerwca 2008 roku zastępca pełnomocnego przedstawiciela prezydenta Federacji Rosyjskiej w Nadwołżańskim Okręgu Federalnym.
5 sierpnia 2008 roku został powołany dekretem prezydenta Rosji nr 1179 na stanowisko przedstawiciela Rosji przy Europejskim Trybunale Praw Człowieka w Strasburgu i wiceministra sprawiedliwości Federacji Rosyjskiej.
Posiada rangę rzeczywistego państwowego radcy sprawiedliwości Federacji Rosyjskiej 1. klasy (ros. действительный государственный советник юстиции Российской Федерации 1 класса). Jest żonaty i ma troje dzieci.